# Hanna Apelqvist
Johanna (Hanna) Mathilda Catharina Apelqvist, född 23 januari 1859, Svea livgardes församling, Stockholms stad, död 4 december 1912 i Hedvig Eleonora församling, samma stad, var en svensk skådespelerska.

## Biografi
Hanna Apelqvist föddes 1859 i Stockholm. Hon var från 1871 till 1872 elev vid konservatoriet i Stockholm. Apelqvist var från 1875 till 1879 anställd vid Mindre teatern i Stockholm, från 1879 till 1881 vid Södra teatern, från 1881 till 1883 vid Mindre teatern, från 1884 till 1885 vid Tivoliteatern i Kristiania, från 1885 till 1886 vid Stora teatern, Göteborg, från 1886 till 1892 v hos Carlberg, från 1892 till 1893 vid Folkteatern i Stockholm, från 1 1893 till 1894 hos Engelbrecht, från 1894 till 1895 vid Vasateatern i Stockholm och från 1895 vid Selanders lyriska avdelning. Apelqvist avled 1912 i Stockholm.
Apelqvist har bland annat innehaft rollerna som Louise i Greven av Monte-Christo, Hertigen av Mantua i Frihetsbröderna, Nana och Gervaise i Fällan, Maria i Den ondes besegrare, Laura i Tiggarstudenten, Isabella i Boccaccio och Esmeralda i Ringaren i Notre-Dame.